# Google Authenticator
Google Authenticator — приложение для двухэтапной аутентификации с помощью Time-based One-time Password Algorithm (TOTP) и HMAC-based One-time Password Algorithm (HOTP) от Google LLC. Сервис реализует алгоритмы, указанные в RFC 6238 и RFC 4226.
Authenticator представляет 6- или 8-значный одноразовый цифровой пароль, который пользователь должен предоставить в дополнение к имени пользователя и пароля, чтобы войти в службы Google или других сервисов. Authenticator также может генерировать коды для сторонних приложений, такие как менеджеры паролей или услуг хостинга файлов. Предыдущие версии программы были доступны с открытым исходным кодом на GitHub, но последние выпуски являются частной собственностью Google.

## Пример использования
Как правило, пользователи должны сначала установить приложение на своё мобильное устройство. Для того, чтобы войти на сайт или воспользоваться услугами сервиса, требуется ввести имя пользователя и пароль, запустить приложение Authenticator и ввести в специальное поле сгенерированный одноразовый пароль.
Для этого сайт предоставляет общий секретный ключ пользователю, который должен быть сохранен в приложение Google Authenticator. Этот секретный ключ будет использоваться для всех будущих входов на сайт.
С двухэтапной аутентификацией простое знание логина/пароля не является достаточным для взлома учётной записи. Злоумышленник также должен знать секретный ключ или иметь физический доступ к устройству с Google Authenticator. Альтернативным путем является MITM-атака: если компьютер пользователя заражен трояном, то имя пользователя, пароль и одноразовый код могут быть перехвачены, чтобы затем инициировать свой собственный сеанс входа на сайте или отслеживать и изменять информацию между пользователем и сайтом.

## Реализации
Google Authenticator представлен на Android, BlackBerry и iOS. Также доступно несколько сторонних реализаций:
- Windows Phone 7.5/8/8.1/10: Microsoft Authenticator[6] Virtual TokenFactor[7]
- Windows Mobile: Google Authenticator for Windows Mobile[8]
- Java CLI: Authenticator.jar[9]
- Java GUI: JAuth[10] FXAuth[11]
- J2ME: gauthj2me[12] lwuitgauthj2me[13] Mobile-OTP (Chinese only)[14] totp-me[15]
- Palm OS: gauthj2me[16]
- Python: onetimepass[17]
- PHP: GoogleAuthenticator.php[18]
- Ruby: rotp,[19] twofu[20]
- Rails: active_model_otp[21] (third party implementation)
- webOS: GAuth[22]
- Windows: gauth4win[23] MOS Authenticator[24] WinAuth[25]
- .NET: TwoStepsAuthenticator[26]
- HTML5: html5-google-authenticator[27]
- MeeGo/Harmattan (Nokia N9): GAuth[28]
- Sailfish OS: SGAuth,[29] SailOTP[30]
- Apache: Google Authenticator Apache Module[31]
- PAM: Google Pluggable Authentication Module[32] oauth-pam[33]
- Backend: LinOTP (Management Backend implemented in python)
- Chrome/Chrome OS: Authenticator[34]
- iOS: OTP Auth[35]

## Техническое описание
Поставщик услуг генерирует 80-битный секретный ключ для каждого пользователя (хотя RFC 4226 § 4 требует минимум 128 бит и рекомендует 160 бит). Ключ предоставляется в виде 16-, 26-, 32-значной строки в кодировке Base32 или в виде QR-кода. С помощью секретного ключа клиент создает HMAC-SHA1 от:
- количества 30-секундных интервалов с начала «эры UNIX» для варианта TOTP
- счётчика, который увеличивается с каждым новым кодом для варианта HOTP.

Затем часть HMAC извлекается и преобразуется в 6-значный код.

### Псевдокод для Time-based OTP
```
  
function
 
GoogleAuthenticatorCode
(
string
 
secret
)
 
// based on RFC 4226

      
key
 
:=
 
base32decode
(
secret
)
 
// key: array of uint8

      
message
 
:=
 
htobe64
(
current
 
Unix
 
time
 
/
 
30
)
 
// message: uint64, make it big-endian

      
hash
 
:=
 
HMAC
-
SHA1
(
key
,
 
message
)
 
// hash: array of uint8

      
offset
 
:=
 
last
 
nibble
 
of
 
hash
 
// offset := hash[hash.size() - 1] & 0x0F

      
truncatedHash
 
:=
 
(
hash
[
offset
]
 
<<
 
24
)
 
|
 
(
hash
[
offset
+
1
]
 
<<
 
16
)
 
// truncatedHash: uint32 big-endian

                     
|
 
(
hash
[
offset
+
2
]
 
<<
 
8
)
 
|
 
hash
[
offset
+
3
]

      
truncatedHash
 
=
 
truncatedHash
 
&
 
0
x7FFFFFFF
 
// reset MSB

      
code
 
:=
 
truncatedHash
 
mod
 
1000000

      
pad
 
code
 
with
 
0
 
until
 
length
 
of
 
code
 
is
 
6

      
return
 
code
 
// code: string

```

### Псевдокод для Event/Counter OTP
```
  
function
 
GoogleAuthenticatorCode
(
string
 
secret
)

      
key
 
:=
 
base32decode
(
secret
)

      
message
 
:=
 
counter
 
encoded
 
on
 
8
 
bytes

      
hash
 
:=
 
HMAC
-
SHA1
(
key
,
 
message
)

      
offset
 
:=
 
last
 
nibble
 
of
 
hash

      
truncatedHash
 
:=
 
hash
[
offset
..
offset
+
3
]
  
//4 bytes starting at the offset

      
Set
 
the
 
first
 
bit
 
of
 
truncatedHash
 
to
 
zero
  
//remove the most significant bit

      
code
 
:=
 
truncatedHash
 
mod
 
1000000

      
pad
 
code
 
with
 
0
 
until
 
length
 
of
 
code
 
is
 
6

      
return
 
code

```

## Перенос аккаунтов
Пользователи могут выбрать, какие учетные записи экспортировать, а затем, после проверки с помощью ввода ПИН-кода устройства или биометрической аутентификации, отобразить QR-код, с помощью которого данные могут быть импортированы в приложение Authenticator на другом телефоне.